# Wang Yun
Wang Yun, född 1749 (alternativt 1752), död 1819, var en kinesisk poet och dramatiker.
Hon var dotter till ämbetsmannen Wang Yanchang i Zhili. Hon skrev dikter, av vilka flera publicerades under hennes samtid. Hon skrev också två operor, Quan fu ji och Fanhua meng, vilka båda publicerades, något som var betydligt mer ovanligt för en kvinna i Kina under hennes samtid. 